# 延康 (林桂方)
延康（1283年三月）一作建康，為元朝民變起事領袖林桂方、赵良钤的年号，前后共1个月。

## 紀年對照表
| 延康 | 元年   |
| ---- | ------ |
| 公元 | 1283年 |
| 干支 | 癸未   |

## 同期存在的其他政权年号
- 其他时期使用的延康年号
- 中國
  - 至元（1264年－1294年）：元朝—元世祖之年号
  - 祥兴（1283年）：元朝時期—黄华之年號
- 越南
  - 绍宝（1279年－1284年）：越南陳朝陳仁宗陳昑之年号
- 日本
  - 弘安（1278年－1288年）：日本後宇多天皇與伏見天皇之年號

## 深入閱讀
- 李崇智. . 北京: 中華書局. 2004年12月. ISBN 7101025129.
- 鄧洪波. . 臺北: 國立臺灣大學東亞經典與文化研究計劃. 2005年3月  [2021-12-05]. ISBN 9789860005189. （原始内容 (pdf)存档于2007-08-25）.

## 參看
- 中国年号索引